# Stuart Sutcliffe
Stuart Fergusson Victor Sutcliffe, slikar in prvotni basist glasbene skupine The Beatles, * 23. junij 1940, Edinburgh, Škotska, † 10. april 1962, Hamburg, Zahodna Nemčija.
Bil je umetnik in prvi oz. originalni basist v skupini The Beatles prvi dve leti in tudi zelo dober prijatelj Lennona, ki ga je spoznal na umetniški akademiji. Nekateri ga imenujejo »peti Beatle«. Umrl je v starosti komaj 21 let, ko se je v Hamburgu sredi umetniškega tečaja zgrudil. Na poti v bolnišnico je umrl. Za vzrok smrti so kasneje določili cerebralno paralizo, ki je nastala bodisi zaradi udarca v glavo ali počene lobanje, ki je nastala med pretepom, v katerem jo je skupil tudi John Lennon.